# Kabinett Ebert
Das Kabinett Ebert entstand dadurch, dass der amtierende deutsche Reichskanzler Max von Baden am 9. November 1918 die Abdankung des Kaisers verkündete und verfassungswidrig sein Amt an Friedrich Ebert übertrug. Da die Staatssekretäre weiter im Amt blieben, änderte sich zunächst nur die Person des Reichskanzlers, später wurden einige Staatssekretäre ausgetauscht. Ebert bildete am 10. November 1918 den Rat der Volksbeauftragten aus MSPD und USPD, unter dessen Aufsicht das Kabinett weiter im Amt blieb, wobei jedoch – ohne dass das Amt des Reichskanzlers formell aufgehoben worden wäre – die Funktion Eberts als Reichskanzler hinter seine Eigenschaft als einer der Vorsitzenden des Rates der Volksbeauftragten zurücktrat.

## Zusammensetzung
| Kabinett Ebert 9. November 1918 bis 13. Februar 1919                            | Kabinett Ebert 9. November 1918 bis 13. Februar 1919 | Kabinett Ebert 9. November 1918 bis 13. Februar 1919 | Kabinett Ebert 9. November 1918 bis 13. Februar 1919 | Kabinett Ebert 9. November 1918 bis 13. Februar 1919 |
| ------------------------------------------------------------------------------- | ---------------------------------------------------- | ---------------------------------------------------- | ---------------------------------------------------- | ---------------------------------------------------- |
| Reichskanzler                                                                   |                                                      | Friedrich Ebert                                      |                                                      | SPD                                                  |
| Auswärtiges Amt                                                                 |                                                      | Wilhelm Solf                                         |                                                      | DDP                                                  |
| Auswärtiges Amt                                                                 |                                                      | Ulrich von Brockdorff-Rantzau ab 13. Dezember 1918   |                                                      | parteilos                                            |
| Inneres                                                                         |                                                      | Karl Trimborn                                        |                                                      | Zentrum                                              |
| Inneres                                                                         |                                                      | Hugo Preuß ab 15. November 1918                      |                                                      | DDP                                                  |
| Justiz                                                                          |                                                      | Paul von Krause                                      |                                                      | DVP                                                  |
| Marine                                                                          |                                                      | Ernst Karl August Klemens von Mann                   |                                                      | parteilos                                            |
| Marine                                                                          |                                                      | Maximilian Rogge ab 9. Januar 1919                   |                                                      | parteilos                                            |
| Wirtschaft                                                                      |                                                      | Hans Karl Freiherr von Stein zu Nord- und Ostheim    |                                                      | parteilos                                            |
| Wirtschaft                                                                      |                                                      | August Müller ab 14. November 1918                   |                                                      | SPD                                                  |
| Ernährung                                                                       |                                                      | Wilhelm von Waldow                                   |                                                      | parteilos                                            |
| Ernährung                                                                       |                                                      | Emanuel Wurm ab 14. November 1918                    |                                                      | USPD                                                 |
| Arbeit                                                                          |                                                      | Gustav Bauer                                         |                                                      | SPD                                                  |
| Post                                                                            |                                                      | Otto Rüdlin                                          |                                                      | parteilos                                            |
| Schatz                                                                          |                                                      | Siegfried Graf von Roedern                           |                                                      | parteilos                                            |
| Schatz                                                                          |                                                      | Eugen Schiffer ab 14. November 1918                  |                                                      | DDP                                                  |
| Kolonien                                                                        |                                                      | Wilhelm Solf bis 13. Dezember 1918                   |                                                      | DDP                                                  |
| wirtschaftliche Demobilmachung                                                  |                                                      | Joseph Koeth ab 12. November 1918                    |                                                      | parteilos                                            |
| Staatssekretär ohne Geschäftsbereich und Leiter der Waffenstillstandskommission |                                                      | Matthias Erzberger                                   |                                                      | Zentrum                                              |